# Rode Lijst van de IUCN met bedreigde schimmels
Sinds juli 2016 heeft de International Union for Conservation of Nature and Natural Resources (IUCN) de bedreigingsstatus van 34 schimmel-soorten,  geëvalueerd.
Onder bedreigde soorten worden de soorten verstaan die vallen onder de categorieën CR (ernstig bedreigd), EN (bedreigd) of VU (kwetsbaar).
Hieronder de geëvalueerde schimmelsoorten.

## Ascomycota
- Anzia centrifuga, status:VU
- Buellia asterella, status:CR
- Cetradonia linearis, status:VU
- Cladonia perforata, status:EN
- Erioderma pedicellatum, status:CR
- Gymnoderma insulare, status:EN
- Leptogium rivulare, status:NT
- Ramalina erosa, status:EN
- Sarcosoma globosum, status:NT

## Basidiomycota
- Agaricus pattersoniae, status:VU
- Armillaria ectypa, status:NT
- Boletopsis nothofagi, status:EN
- Bridgeoporus nobilissimus, status:CR
- Claustula fischeri, status:EN
- Cortinarius citrino-olivaceus, status:VU
- Cortinarius cupreorufus, status:NT
- Cortinarius osloensis, status:EN
- Cortinarius pavelekii, status:EN
- Destuntzia rubra, status:CR
- Fevansia aurantiaca, status:EN
- Gastrolactarius camphoratus, status:EN
- Hydnellum compactum, status:VU
- Hydnellum gracilipes, status:VU
- Hydnellum mirabile, status:VU
- Hygrocybe citrinovirens, status:VU
- Hygrocybe flavifolia, status:EN
- Hygrocybe ingrata, status:VU
- Lepiota viridigleba, status:DD
- Leptonia carnea, status:VU
- Pleurotus nebrodensis, status:CR
- Rhizopogon alexsmithii, status:EN
- Tricholoma acerbum, status:VU
- Tricholoma apium, status:VU
- Tricholoma borgsjoeënse, status:VU

| Code | Code              | Engels                 | Nederlands |
| ---- | ----------------- | ---------------------- | --- |
| EX   | EX                | Extinct                | Uitgestorven |
| EW   | EW                | Extinct in the Wild    | Uitgestorven in het wild |
| CR   | CR                | Critically Endangered  | Ernstig bedreigd (kritiek) |
| EN   | EN                | Endangered             | Bedreigd |
| VU   | VU                | Vulnerable             | Kwetsbaar |
| NT   | NT, vroeger LR/nt | Near Threatened        | Gevoelig |
| cd   | CD, vroeger LR/cd | Conservation Dependent | Van bescherming afhankelijk, komt alleen nog voor bij soorten die voor 2001 in deze categorie zijn ingedeeld en niet opnieuw zijn beoordeeld |
| LC   | LC, vroeger LR/lc | Least Concern          | Niet bedreigd (veilig) |
| DD   | DD                | Data Deficient         | Onzeker |
| NE   | NE                | Not Evaluated          | Niet geëvalueerd |